# Beaufort-Insel
Die Beaufort-Insel ist die nördlichste Insel des Ross-Archipels im antarktischen Rossmeer.

## Geographie
Die Beaufort-Insel liegt etwa 22 Kilometer nördlich der Ross-Insel und 100 Kilometer südlich der Franklin-Insel. Sie ist 5,5 km lang und 2,7 km breit. Ihr höchster Punkt ist mit 740 m (nach neuseeländischen Angaben 771 m) der Paton Peak. Die Beaufort-Insel ist der Rest eines erodierten Vulkankraters. Sie ist zum größten Teil vergletschert. Wo der Schnee im Sommer schmilzt, entstehen flache Teiche. Die Beaufort-Insel und die Teile des früheren Vulkankegels, die unter dem Meeresspiegel liegen, stellen ein natürliches Hindernis für das vorwiegend westwärts driftende Packeis dar, wodurch die Bildung von Festeis begünstigt wird. Auch die vom Ross-Schelfeis brechenden Eisberge laufen hier auf Grund.

## Fauna und Flora
Die Beaufort-Insel besitzt die artenreichste Vogelwelt im Bereich des südlichen Rossmeers. Eine im langjährigen Durchschnitt aus etwa 39.000 Paaren bestehende, bis 2013/2014 auf über 70.000 Brutpaare angewachsene Kolonie von Adeliepinguinen befindet sich am Cadwalader Beach im Südwesten der Insel und besteht schon seit 45.000 Jahren. Eine zweite Kolonie an der Nordküste wurde erstmals 1995 gesichtet und ist bis 2013/2014 auf 989 Paare angewachsen. Geschätzte 1.600 Paare des Kaiserpinguins brüten auf dem Festeis an der Nordwestküste. Außerdem brüten auf der Insel Antarktikskuas in zwei Kolonien sowie einige Paare des Schneesturmvogels.
Weddellrobben ziehen ihre Jungen auf dem Festeis vor der Küste der Insel auf. In den angrenzenden Gewässern gibt es Seeleoparden, Krabbenfresser, Schwertwale, Zwergwale und Schwarzwale.
Der Pflanzenwuchs ist sehr spärlich, nur zu Füßen der Skuakolonie im Norden der Insel gibt es eine Fläche, die dicht mit dem Moos Bryum subrotundifolium bewachsen ist. Verstreut findet man weitere Moose und Algen, jedoch keine Flechten.

## Umweltschutz
Zum Schutz der Tierwelt ist die Beaufort-Insel als besonders geschütztes Gebiet der Antarktis Nr. 105 (Antarctic Specially Protected Area No 105) ausgewiesen und darf ohne Genehmigung nicht betreten werden.
BirdLife International weist die Beaufort-Insel als Important Bird Area (AQ188) aus.

## Geschichte
Die Insel wurde 1841 von James Clark Ross kartiert und nach Francis Beaufort, dem Hydrographen der Royal Navy benannt. Der Matrose James Paton, Besatzungsmitglied des Rettungsschiffs Morning bei der Discovery-Expedition (1901–1904) unter Robert Falcon Scott, betrat 1903 die Insel als erster Mensch.